# ایپک شنوغلو
 ایپک شنوغلو (انگلیسی: İpek Şenoğlu؛ زاده ۸ ژوئن ۱۹۷۹) یک تنیس‌باز اهل ترکیه است.